# Jennifer Mills
Jennifer Mills (1977) es una poeta, novelista, cuentista australiana. Es la autora de las novelas 'The Diamond Anchor' (2009) y 'Gone' (2011) y una colección de cuentos, 'The Rest is Weight' (2012), publicada por la University of Queensland Press,  y un folletín de poemas "Treading Earth" (Pisando la Tierra).
Mills vivió en Alice Springs. Fue la ganadora del premio Eldridge Marin 2008 para jóvenes escritoras emergentes de la región del Pacífico, de la 2008-9 Concurso de Cuento de la Commonwealth, y los Premios Literarios 2008 de Territorio del Norte : Mejor Cuento. Ella fue preseleccionada para el 2009 Manchester Fiction Prize. Su trabajo ha aparecido en Meanjin, Hecate, Overland, Heat, the Griffith Review, Best Australian Stories 2007, y New Australian Stories 2. También ha sido colaboradora habitual de Newmatilda.com.
EIn 2012, Mills fue nombrada una de las "Mejores novelistas jóvenes australianos" por el The Sydney Morning Herald.